# Berislavićové z Trogiru
Berislavićové z Trogiru (chorvatsky Berislavići Trogirski) je starý chorvatský šlechtický rod.

## Původ

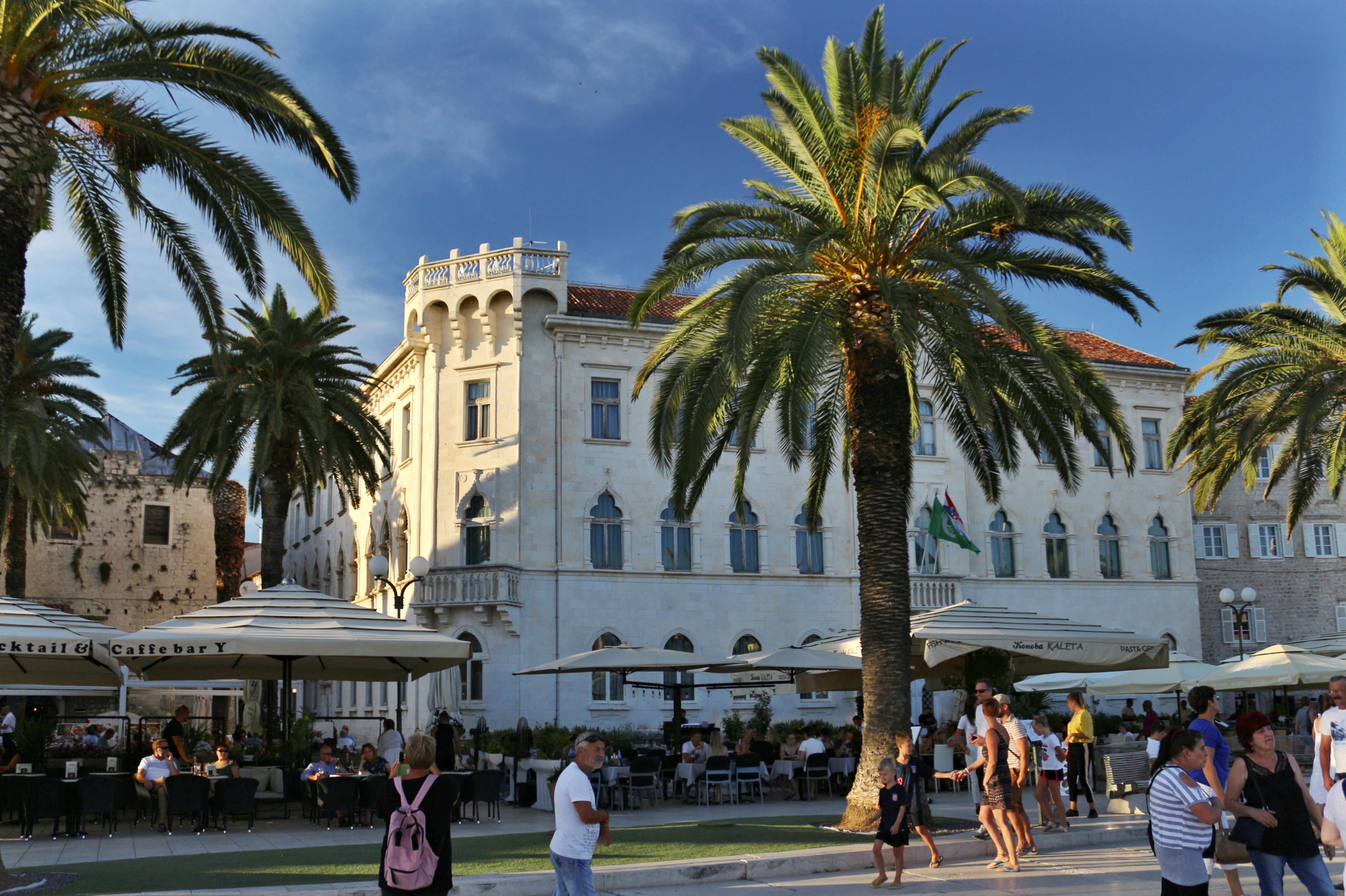
Škola bána Petra Berislaviće v Trogiru

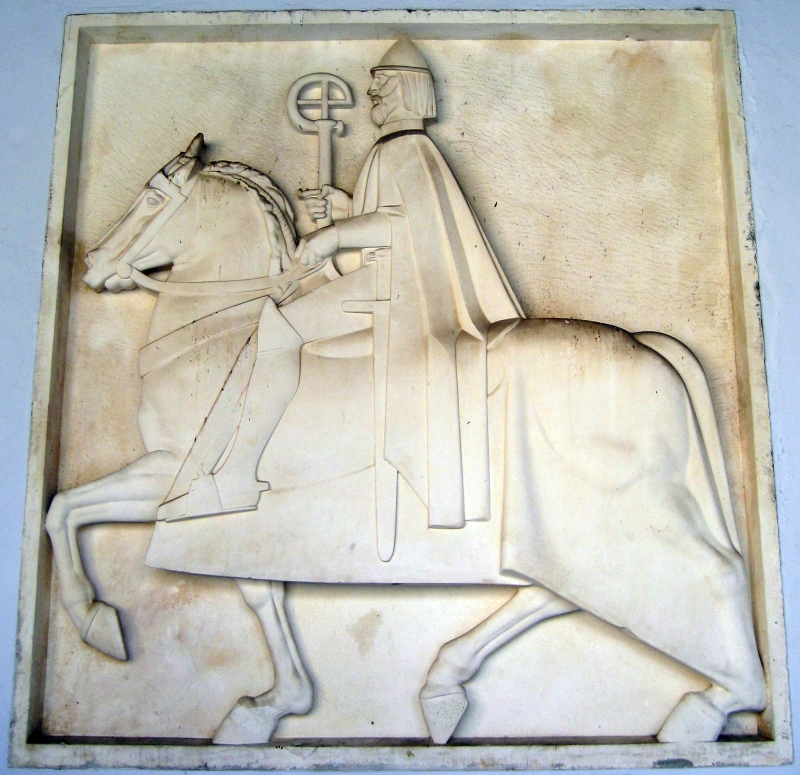
Petr Berislavić, reliéf z roku 1933 od sochaře Ivana Meštroviće v Trogiru.

Jejich přesný původ není znám, zřejmě jsou potomky Berislavićů z Vrliky. Svůj původ odvozují od rodného města chorvatského bána Petra Berislaviće. Jejich příbuznost s rodem Berislavićů z Grabarje není doložena.

## Osobnosti rodu
- Petr Berislavić (1475–1522) – chorvatský bán.[2]
- Ivan (Ivaniš) Berislavić († 1514) – vládce Srbského despotátu
- Franjo Berislavić (? – 1517) – syn Ivana, chorvatský voják a diplomat, bán jajanský
- Štěpán Berislavić (?)